# 姚繼巖
姚繼巖（1481年—1524年），字元肖，直隸通州（今江蘇省南通市）人，明朝政治人物。

## 生平
弘治十七年（1504年）甲子科應天府鄉試第四十九名舉人。弘治十八年（1505年）聯捷乙丑科會試第二百十三名，二甲第四十名進士，任工部主事，遷吏部文選郎中，讓給張衍瑞。明武宗南巡之爭中，他上疏勸阻，被施杖刑外貶。嘉靖初年，召回恢復原職，累升太常寺少卿，在大禮議中反對明世宗。

## 家族
曾祖姚景璠；祖父姚敬；父姚畦，教諭。前母胡氏；母趙氏。严侍下。